# یاردوی
یاردوی (به لاتین: Yardoi) یک منطقهٔ مسکونی در جمهوری خلق چین است که در منطقه خودمختار تبت واقع شده‌است. یاردوی
- نفر جمعیت دارد.